# Verlus
Verlus är en kommun i departementet Gers i regionen Occitanien i sydvästra Frankrike. Kommunen ligger i kantonen Riscle som tillhör arrondissementet Mirande. År 2022 hade Verlus 122 invånare.

## Befolkningsutveckling
Antalet invånare i kommunen Verlus
Referens:INSEE